# Vampire: The Masquerade
Vampire: the Masquerade (forkortet V:tM og i daglig tale Vampire) er et bordrollespil lavet af White Wolf. I samme serie af rollespil er bl.a. Werewolf: The Apocalypse og Mage: The Ascension, og samlet kaldes disse spil World of Darkness. Ordet "Masquerade" (Maskerade) i titlen hentyder til et aspekt ved rollespillet, hvori deltagerne påtager sig vampyrroller og forsøger at skjule dette fra den simulerede omverden i rollespillet.
Vampire: the Masquerade blev først udgivet i 1991. Den seneste udgave (20th Anniversary edition) udkom i 2011. 
I 2004 stoppede White Wolf med at understøtte spillet ved dens tredje udgave (Revised edition), eftersom det nye Vampire: the Requiem udkom. I september 2011 udgav White Wolf en 20 års jubilæumsudgave af Vampire: the Masquerade, og har officielt genstartet understøttelsen af spillet via deres Print on Demand service. Print on Demand er planlagt til fremover at være understøttelsen for alle White Wolfs produkter, således at Masquerade og Requiem fortsættes side om side. Afslutningen på tredje udgave blev markeret med begivenheden kaldt Gehenna, der er et ord vampyrene bruger om dommedag, der starter med et forvarsel kaldet red star.

## Terminologi
Mange af ordene der beskriver Vampire, inklusiv spillet selv, er enten taget direkte fra engelsk eller opfundne. Da regelbøgerne til spillet er skrevet på engelsk, og da nogle rollespillere benytter engelsk under rollespilseancer, er det mest naturligt, at disse ord bevares i forklaringen af spillet. Samtidig skal det bemærkes, at mange af de ord som spilproducenten White Wolf har brugt til at beskrive de mytiske vampyrer, er gamle engelske ord, der er blevet genbrugt til at have en specifik mening. For eksempel er ordet som vampyrroller bruger om vampyrer Kindred, der er et gammelt engelsk ord for slægtsskab. Mange af disse ord er skrevet med stort forbogstav, også selvom de ikke er egennavne, for at antyde at det har en særlig betydning. Andre eksempler på dette er: Beast (det dyriske aspekt ved vampyrer), Thaumaturgy (blodmagi), Brujah (en vampyrklan).

## Koncept
Se bordrollespil for en generel forklaring.
I Vampire er spillernes rolle vampyrer, som skal håndtere den tilstand de er i. Det giver mulighed for at udforske de moralske aspekter ved mennesket, da vampyrernes dystre verden ofte udfordrer karakterens identitet og menneskelighed. Vampire har moderne, gotisk tema, hvor verden i de fleste tilfælde er mere hensynsløs end den er i virkeligheden. Foruden at spillernes karakterer skal overleve, skal de tage stilling til en ny verden af politik, da man i Vampire antager, at vampyrer styrer hele den eksisterende verden uden at særlig mange dødelige ved det. Et Vampire-spil er som oftest, og ligesom mange andre rollespil, inddelt i kampagner, hvor en fast gruppe af spillere med en storyteller udlever et handlingsforløb, der er delvist forberedt af storytelleren. Det foregår oftest i storbyer, hvor vampyrerne har større mulighed for at udfolde sig og skjule sig i dystre sidegader, kloakker og i penthouselejligheder.

## Vampyrer i World of Darkness
Bemærk at dette afsnit ikke gælder for Vampire: Dark Ages og Vampire: the Requiem.
I Vampire: the Masquerade lyder én myte, at alle vampyrer oprinder fra den bibelske Kain, der dræbte sin broder og blev forbandet for det. Et andet benyttet ord for vampyrer er derfor Cainites, selvom den engelske staveform der er brugt er Caine i stedet for det bibelske Cain. Denne forklaring er uddybet i bogen Book of Nod, der både er navnet på en regelbog og en omtalt mytisk bog i selve spillet.

### Klaner og sekter
Vampyrer organiserer sig i sekter og i klaner. Klanen, som en vampyr tilhører, svarer til den klan, som deres Sire (skaber) tilhørte, hvorimod sekten er en politisk organiseringsform vampyren kan skifte imellem men sjældent gør. Når en spiller laver sin vampyrrolle, skal der bestemmes, hvilken klan den skal tilhøre. Der findes kun to sekter, Camarillaen og Sabbaten. Dertil findes Anarchs, som ikke ønsker at være med i nogen af dem. 
Camarillaen er den mest dominerende af de to sekter, og Sabbatten er en form for modkultur til den.

### Klaner
En vampyr tilhører altid en bestemt klan. Hver klan har sine særlige overmenneskelige egenskaber kaldet discipliner. For eksempel har Nosferatu evnen til at kommunikere med dyr (Animalism), evnen til at blive usynlige (Obfuscate) og overmenneskelig styrke (Potence). Derudover har alle klanmedlemmer det karaktertræk at de ser monstrøse ud, ligesom i den klassiske Nosferatu-film fra 1922.
Den klan, som efterligner vampyrerne fra Anne Rices En vampyrs bekendelser, kaldes Toreador, idet deres særlige egenskaber er overmenneskelig hastighed (Celerity), overmenneskelige sanser (Auspex) og evnen til karismatisk at påvirke individer eller hele folkemængder (Presence), samt at klanens fælles karaktertræk er at de bliver fuldkommen betaget af skønhed.
Der findes 13 klaner i Vampire: the Masquerade. Disse er: Assamite, Brujah, Gangrel, Hecata (der samler og i nogen grad erstatter bloodlines Cappadocian (V:DA) og Giovanni), Lasombra, Malkavian, Followers of Set, Nosferatu, Ravnos, Toreador, Tremere, Tzimisce og Ventrue. De klanløse i vampyrsamfundet kaldes Caitiff, uanset deres oprindelse. Herudover findes en række bloodlines der stammer fra klanerne: Baali, Daughters of Cacophony, Harbingers of Skulls, Kiasyd, Salubri og Samedi.

### Embrace
Måden hvorpå vampyrer bliver skabt er hvis de bliver Embraced. I spiltekniske termer svarer det til at et menneske får drukket alt sit blod og i stedet får vampyrens blod tilbage. Et Embrace, der betyder omfavnelse på engelsk, bliver beskrevet som ekstatisk og orgasmisk, og det er også den følelse vampyrer føler når de drikker andres blod. Vampyrer har ikke længere en seksualdrift, men afhænger i stedet af blod for at genskabe de samme følelser.

## World of Darkness
World of Darkness spænder over en række rollespil fra White Wolf. I 2004 lavede White Wolf en revidering hvor de droppede størstedelen af mytologien fra Vampire: the Masquerade og de andre spil fra samme tid. Resultatet var det nye World of Darkness, der kører som et separat og ukompatibelt rollespilsystem.

## Spilsystemet
Vampire: the Masquerade og andre World of Darkness-rollespil bruger alle White Wolfs Storyteller-system, der omfatter både en fortællerteknik og et terningesystem. Fortællerteknikken er meget ens med den i andre rollespil, men der lægges stor vægt på det gotiske, mystiske og uhyggelige. Det er bedst eksemplificeret ved hvordan regelbøgerne er struktureret: De fleste regelbøger til rollespil har tabeller, regler og forklaringer på hvordan egenskaber virker. Det har Vampire også, men de er integreret i fiktive tekster, der både demonstrerer hvordan fortællerteknikken kan udnyttes i praksis og får regelbogen til at fremstå som en håndbog for den egentlige vampyr.
Spilsystemet er inddelt i ni egenskaber (Attributes), en række evner (Abilities), et udvalg af fordelagtige og ufordelagtige karaktertræk (Advantages/Disadvantages) og nogle overnaturlige discipliner. Hver af disse har en pointscore fra 1-5 kaldet dots.
De ni egenskaber:
- Fysiske: Strength, Dexterity, Stamina
- Sociale: Charisma, Manipulation, Appearance
- Mentale: Perception, Intelligence, Wits

De forskellige evner et inddelt som følgende:
- Talenter: Alertness, Athletics, Brawl, Dodge, Empathy, Expression, Intimidation, Leadership, Streetwise, Subterfuge
- Evner: Animal Ken, Crafts, Drive, Etiquette, Firearms, Melee, Performance, Security, Stealth, Survival
- Vidensområder: Academics, Computer, Finance, Investigation, Law, Linguistics, Medicin, Occult, Politics, Science

Evnesystemet virker sådan at hvis man i rollespillet for eksempel ønsker at lede efter spor ved et ulykkessted, siger storytelleren at man skal rulle Perception + Investigation, hvilket betyder at man skal finde sit character sheet, læse hvor mange dots man har i Perception og i Investigation, lægge dem sammen, tage så mange ti-sidede terninger og rulle dem. Alle terninger hvis resultat er over 6, tæller som en succes, og antallet af succeser afgør hvor god indsatsen var. Én succes klarer lige, hvorimod alt over fem succeser er fænomenalt. Et andet eksempel kunne være hvis ens rolle finder en meget gammel bog som skal tydes. Her er det nødvendigt at kunne sproget, hvilket Language afgør, og et Intelligence + Language-rul skal så finde sted for at se om det lykkes. Eller hvis en karakter er blevet skudt i benet, kan en person med Medicin-viden hjælpe. Her kan storytelleren kræve den kombineret med enten Intelligence hvis personen har god tid, Wits hvis det skal ske rigtig hurtigt eller Perception personen kun har en chance for at se hvad der er galt, men ikke gøre noget ved det før senere.
Det fikserede antal evner kombineret med en grundegenskab giver derfor rigtig mange kombinationer, og den bestemte kombination afgøres af storytelleren når det passer ind i spillet. Dette er en afvigelse fra nogle rollespilsystemer der har en egenskab for samtlige handlinger (for eksempel en egenskab for at hoppe, en for at sprinte og en for at kaste, modsat Vampires ene kaldet Athletics) eller rollespil som slet ikke går i detaljer omkring disse egenskaber. Foruden dette kan man også specialisere sig i en egenskab, hvilket gør at man må rulle en ekstra terning for hver 10'er man får. Det har både sine fordele og sine ulemper at Vampire er simplificeret i præcis denne grad.